# Sheppardia sharpei
Sheppardia sharpei là một loài chim trong họ Muscicapidae.